# Acta pharmaceutica
«Acta pharmaceutica» (с лат. — «Фармацевтический журнал») — хорватский научный журнал о фармацевтике, издающийся с 1951 года Словенским и Хорватским фармацевтическим обществом.
Журнал выходит четыре раза в год в печатном и электронном вариантах. На его страницах помимо научных статей на фармацевтическую тематику, также публикуются рецензии специалистов на книги по химии и фармацевтике.
За более чем семидесятилетнюю историю журнала его главными редакторами успели побывать такие хорватские и словенские учёные как: Владимир Кушевич (1951—53), Иван Штивич (1953—68), Любиша Грлич (1969—83), Франц Козьек (1984—92), Владимир Грдинич (1993—96) и Свьетлана Лутеротти.
Изначально журнал выпускался под названием «Acta pharmaceutica Jugoslavica», современное название, без приставки «Jugoslavica», издание приобрело лишь в 1992 году, после распада Югославии.